# Pompierre
Pompierre là một xã, nằm ở tỉnh Vosges trong vùng Grand Est của Pháp. Xã này có diện tích 12,42 kilômét vuông, dân số năm 1999 là 210 người. Xã này nằm ở khu vực có độ cao trung bình 312 m trên mực nước biển.

## Hành chính
| Danh sách các xã trưởng                |           |                        |      |         |
| Giai đoạn                              | Giai đoạn | Tên                    | Đảng | Tư cách |
| tháng 3 2001                           | 2014      | Jean-Bernard Thouvenot |      |         |
| Tất cả các dữ liệu trước đây không rõ. |           |                        |      |         |

## Biến động dân số
| Năm | 1962 | 1968 | 1975 | 1982 | 1990 | 1999 | 2004 |
| --- | ---- | ---- | ---- | ---- | ---- | ---- | ---- |
| Dân số | 227  | 235  | 203  | 215  | 206  | 210  | 218  |
| From the year 1962 on: No double counting—residents of multiple communes (e.g. students and military personnel) are counted only once. |      |      |      |      |      |      |      |